# 嘉川
 嘉川（かがわ）は、山口県山口市にある町。
山口市南部の椹野川河口の西側に位置して大字嘉川、江崎、深溝から成り立っている。

## 概要
嘉川地域は、山口市の南部に位置し、東は椹野川、西は宇部市小野地域や二俣瀬地域、北は小郡及び宇部市小野地域の一部、南は佐山地域と接している。
国道2号、国道190号、県道山口宇部道路、県道212号（きらら道路）、県道335号や国道に平行してＪＲ山陽本線、宇部線が通っており、山口宇部空港、新山口駅へのアクセスも良く、運輸・物流団地などが立地して昔から交通の要所の位置ある。

## 地理

### 地勢
- 面積：東西5.091km（干見折～中田畑）南北8.2km（藤尾山～東本郷）周囲29.473km　総面積：28.87㎢[4]。
- 地勢：東部に御伊勢山・雨乞山・相原山、中部に今津山、南部に藤尾山　いずれも丘状の山。北部・西部の山地は中国山地の末端になる[4]。

#### 山岳
- 禅定寺山（392.2m）
- 御伊勢山（189.2m）
- 雨乞山（176.6m）
- 相原山（98.7m）
- 藤尾山（69.1m）
- 今津山（63.6m）

#### 河川
- 干見折川（3,160m）
- 本郷川（1,800m）
- 河内川（4,120m）
- 幸之江川（3,032m）
- 今津川（2,700m）
- 中川（2,840m）
- 矢石川（2,730m）

#### 沼地
- 北の江堤（1.09km）
- 大堤（1.04km）

### 世帯数と人口の変遷
- 1891年(明治24年)世帯数：664世帯 人口：2,976人 (男:1,414人,女:1,382人)
- 1902年(明治35年)世帯数：1,213世帯 人口：6,671人（男:3,373人.女:3,298人)
- 1920年(大正9年)世帯数：1,236世帯 人口5,796人 (男:2,749人,女:3,047人)
- 1944年(昭和19年)世帯数：1,335世帯 人口5,919人 (男:2,698人,女:3,221人)
- 1947年(昭和22年)世帯数：1,571世帯 人口7,854人 (男:3,825人,女:4,029人)
- 1987年(昭和62年)世帯数：973世帯 人口3,453人 (男:1,580人,女:1,855人)
- 2010年(平成22年)世帯数：2,787世帯 人口7,155人（男：3,354人,女：3,801人）
- 2011年(平成23年)世帯数：2,780世帯 人口7,095人（男：3,331人,女：3,764人）
- 2012年(平成24年)世帯数：2,770世帯 人口6,983人（男：3,287人,女：3,696人）
- 2013年(平成25年)世帯数：2,809世帯 人口6,985人（男：3,282人,女：3,703人）
- 2014年(平成24年)世帯数：2,817世帯 人口6,897人（男：3,262人,女：3,635人）
- 2023年(令和5年4月30日)世帯数：3,152世帯 人口：7,097人（男：3,400人,女：3,697人）
- 2024年(令和6年9月30日)世帯数：3,234世帯 人口：7,174人（男：3,449人,女：3,725人）

### 隣接自治体
- 宇部市小野
- 山口市小郡下郷
- 山口市佐山

## 歴史
古代の賀宝（かがほ）郷の地は、東大寺領の荘園椹野庄となり山陽道の駅として周防国西端にあたり中世に賀川市として栄え賀宝駅は高根付近と推定される。 
深溝は大内氏の時代に明(みん)とアジア諸国との間で勘合貿易の基地の一つの港町であった。 
1610年（慶長15年）慶長検地により賀川村は江崎, 深溝を含めて,田308町, 畠67町 塩田もあった。 
山陽道が村域の中央を通り、賀川市 (現在の嘉川市)に宿駅があり、 市中に一里塚があった。
1841年(天保12年)に新田開発によって江崎村がわかれ, 1869 年(明治2年) 深溝村が独立していたが1889年(明治22年)3村あわせて嘉川村となり、村役場は中野におかれた。
1900年(明治33年)に山陽鉄道が開通、嘉川市付近に嘉川駅ができ, 1925年(大正14年)には宇部鉄道（現JR宇部線）が開通し、上嘉川駅・深溝駅が設置され、第2次世界大戦後に宇部市と繋がる国道190号線や山口宇部有料道路（現在は無料）が出来て分岐点となることから交通の要所となった。

### 年表
- 701年（大宝1年）長福寺創建（のちの浄福寺）
- 751年（天平勝宝3年）嘉川八幡宮建立（宇佐八幡宮より勧請）
- 806年（大同1年）万福寺創建
- 998年（長徳4年）嘉川地域が椹野庄の一部となり東大寺領になる
- 1476年（文明8年）正法寺創建
- 1505年（永生2年）明正寺創建
- 1550年（天文19年）九品寺創建
- 1569年（永禄12年）戦場ヶ原（岡屋）の激戦
- 1600年（慶長5年）正現寺創建
- 1650年（慶安3年）小郡古開作（慶三開作）築立
- 1664年（寛文4年）勝間田開作築立
- 1670年（寛文10年）干見折三神社建立
- 1674年（延宝2年）小郡西開作（延宝開作）築立
- 1675年（延宝3年）江崎開作（犬渡開作）築立
- 1690年（元禄3年）元禄開作（経塚開作）築立
- 1702年（元禄15年）寄江開作築立
- 1727年（享保12年）江崎村の成立（嘉川村より分離）
- 1806年（文化3年）伊能忠敬、防長両国の沿岸を測量（江崎～深溝区域も）
- 1820年（文政3年）玄珍開作築立
- 1830年（天保元年）北の江開作築立[8]
- 1831年（天保2年）天保の大一揆がおこる
- 1863年（文久3年）小郡鋳砲所において大砲を鋳造
- 1864年（元治1年）毛利元徳、馬関戦争督戦の為舟木まで出陣、帰りに嘉川市で休息
- 1873年（明治6年）嘉川小学校開校
- 1873年（明治7年）岡屋小学校開校
- 1878年（明治11年）深溝・新地・阿知須・秋穂二島4地区連合で藤尾の渡しの渡船営業許可を県に申請して許可される
- 1879年（明治12年）嘉川・江崎・深溝の村となり村会議員選挙が初めて実施
- 1881年（明治14年）深溝小学校開校
- 1886年（明治19年）嘉川尋常小学校となる・江崎に巡査駐在所設置
- 1888年（明治21年）興進尋常小学校開校（岡屋小・江崎小・深溝小を統合）
- 1889年（明治22年）嘉川・江崎・深溝を3村統合して嘉川村成立
- 1899年（明治32年）嘉川八十八か所の霊場（お大師様）開創
- 1900年（明治33年）嘉川駅開業
- 1902年（明治35年）嘉川郵便局開業
- 1914年（大正3年）嘉川地域に電燈が灯る
- 1918年（大正7年）藤尾山でタングステン鉱を採掘・スペイン風邪で小学校5日間休校
- 1922年（大正11年）嘉川酒造株式会社設立（「嘉の川」酒造販売、福岡）
- 1924年（大正13年）山陽本線、小郡～嘉川間複線化
- 1925年（大正14年）山陽本線、嘉川～本由良間複線化
- 1929年（昭和4年）宇部鉄道（小郡～宇部間）の電車運転開始
- 1944年（昭和19年）小郡町・阿知須町と平川・大歳・陶・名田島・秋穂二島・嘉川・佐山を合併して新たに山口市発足
- 1950年（昭和25年）公民館設置・ダイレス台風で高見の大火、全半焼17戸
- 1953年（昭和28年）椹野川に百間橋完成、嘉川と名田島を結ぶ。幅員5.5ｍ延長187ｍ、完成に伴い渡船は廃業・山口市内185mmの豪雨で江崎開作、小郡開作など一面の海になる
- 1959年（昭和34年）嘉川地区の体育祭を初めて開催
- 1966年（昭和41年）川西簡易水道完成して給水開始[9]
- 1970年（昭和45年）小郡バイパス（国道2号線）着工
- 1972年（昭和47年）川西中学校体育館完成
- 1974年（昭和49年）嘉川・佐山地区の電話がダイヤル化
- 1975年（昭和50年）嘉川の老人憩いの家「嘉泉荘」開設・小郡バイパス完成（国道2号線交通緩和の為、陶～嘉川間）
- 1978年（昭和53年）川西中学校に市内初のナイター施設完成
- 1981年（昭和56年）山口市民南部広場・斎場（浄明苑）完成
- 1988年（昭和63年）興進小学校創立100周年記念
- 1989年（平成1年）周防大橋着工
- 1991年（平成3年）台風19号で被害甚大（家屋破壊、電柱倒壊など）
- 1992年（平成4年）周防大橋完成

## 出先機関・施設

### 施設
- 山口市地域交流センター
- 山口市南部運動広場
- 山口市嘉川斎場　浄名苑
- 藤尾山公園

### 警察
- 山口南警察署 嘉川駐在所

### 医療
- 山口嘉川クリニック（内科・リウマチ科・アレルギー科）
- 小川整形外科（整形外科・リウマチ科・リハビリテーション科）
- たむら医院（内科・リハビリテーション科・麻酔科）
- やすもと歯科医院
- ふたば歯科クリニック
- みやび歯科クリニック
- いとう歯科クリニック
- 利重クリニック（内科）
- ハートクリニック南山口（内科・循環器内科・脳神経外科・リハビリテーション科）

### 郵便局
- 山口郵便局
- 嘉川郵便局
- 深溝郵便局

### 銀行
- 山口銀行嘉川支店
- 西中国信用金庫嘉川支店

## 経済

### 工業
- 百年住宅西日本株式会社　本社
- 有限会社石野畳店
- 株式会社星電業社
- 株式会社クボタ工建山口営業所
- （株）萬住
- 福岡金網工業（株）山口工場
- 金光酒造（株）
- しんじゅ
- キロク山口南営業所
- (株)アプスシステム

### 商業
- 株式会社ユニサプライズ
- イワタニ山陽（株）山口支店
- セブンイレブン嘉川中市店
- ファミリーマート嘉川店
- ウォンツ嘉川店
- ARATA（美容院）

### 運輸
- 株式会社岩谷運送
- ヤマト運輸　嘉川営業所
- JPロジスティクス株式会社山口支店

### 農業・漁業
- （株）田辺海苔店
- はあと農園
- ＪＡ山口県 川西支所
- ヤンマーアグリジャパン小郡支店

## 情報・生活

### マスメディア

#### 放送局
- 山口ケーブルビジョン（株）
- NHK山口嘉川テレビ中継局

### ライフライン

#### 電力
- 中国電力

#### ガス
- 山口合同ガス
- イワタニ山陽（株） 山口支店

#### 上下水道
- 山口市上下水道局
- 川西浄化センター（下水処理）

#### 電信
- NTT西日本

## 教育機関

### 中学校
- 山口市立川西中学校

### 小学校
- 山口市立興進小学校
- 山口市立嘉川小学校

### 保育園
- 嘉川保育園
- 三つ葉保育園

## 交通

### 鉄道
- ＪＲ山陽本線（嘉川駅）
- ＪＲ宇部線（上嘉川駅・深溝駅）

### 道路
- 国道2号線
- 国道190号線
- 県道212号
- 県道335号

### 路線バス
- 宇部市営バス　新山口～宇部新川ルート　嘉川駅～市小野ルート（きずな号）
- 嘉川コミュニティータクシー　相原ふれあいセンター～山口嘉川クリニックルート（運行日：月・水・金曜日）

### タクシー
- 嘉川タクシー

## 観光

### 寺院
- 浄福寺 - 赤坂（真言宗）701年に役小角の建立
- 九品寺 - 免地（浄土宗）1550年に超誉上人の建立
- 萬福寺 - 宮の原（浄土宗）806年(大同元年）に常暁阿闍梨の建立。創建時は真言宗だったが1633年（寛永10年）僧洗隆上人によって浄土宗に再興
- 明正寺 - 中市（浄土真宗）元了の建立1505年明正寺となる
- 正現寺 - 福岡（浄土真宗）1600年に建立
- 吉祥寺 - 大原（曹洞宗）1787年に大内持世の建立
- 瑞相寺 - 原（日蓮宗）1886年に田辺英之助の建立
- 正法寺 - 岡屋（浄土真宗）1476年に大内氏の祖琳聖太子の建立
- 教證寺 - 原条（浄土真宗）1345年に北条仲時の子円可法師の建立
- 宝松寺 - 深溝（曹洞宗）1684年に建立 宝積寺と長松寺が合併し宝松寺となる

### 神社
- 嘉川八幡宮

初めは高根（宮ノ原）にあったが鎌倉時代の正和年間に火災で焼失して現在の宮の原に遷された。
- 住吉大明神

深溝の鎮守で航海の守護神、和歌の神として尊崇されている。
- 熊野神社

高根地区の鎮守として祀られ「権現様」の名前で親しまれている。
- 恵比寿神社

中市地区の鎮守として祀られており鎌倉時代に商人の市があり賑わっていたと思われ近世は山陽道の宿場町として発展した。
- 明神社
- 八千才神社
- 厳島神社
- 三神社

初めは小郡の柏崎にあったが勝間田開作築立後、1670年（寛文10年）に現在の干見折に遷された。

### 史跡
- 大浦古墳群公園（大浦古墳・浦辺古墳・梅ヶ崎古墳）
- 矢石川の石橋の跡石
- 椎と椥等の群生林（浄福寺）
- 浄福寺古墳
- 木造随身倚像附木造狛犬（嘉川八幡宮）
- 吉南鉱山跡（藤尾山）
- 山陽道 嘉川一里塚跡
- 唐樋樋門
- 藤尾の渡し

## 出身・ゆかりの人物
- 本間源三郎